# Ian Gut
Ian Gut (* 22. März 1995) ist ein ehemaliger Skirennfahrer, der seit 2018 für Liechtenstein an den Start ging. Er besitzt neben der liechtensteinischen Staatsbürgerschaft auch die schweizerische und die italienische. Er startete in allen Disziplinen. Seine ältere Schwester Lara Gut-Behrami ist ebenfalls Skirennfahrerin.

## Biografie
Ian Gut stammt wie seine Schwester aus Comano im Kanton Tessin. Er ist Sohn eines Schweizer Vaters, Pauli Gut, und einer aus dem Jura stammenden Mutter, die Tochter einer liechtensteinischen Mutter und eines italienischen Vaters ist.
Bereits im Alter von 13 Jahren startete Gut beim SC Triesenberg, war danach aber in der Schweiz aktiv. Im Winter 2010/11 bestritt er Jugendrennen auf Schweizer Ebene und in Veysonnaz seine ersten beiden FIS-Rennen. Ein Jahr später nahm er an den Olympischen Jugend-Winterspielen in Innsbruck teil und belegte die Ränge zehn und zwölf in Riesenslalom und Super-G. In den kommenden Wintern bestritt er vornehmlich FIS-Rennen, war vereinzelt aber auch im Nor-Am und South American Cup am Start. Im Januar 2015 gab er im Riesenslalom von Crans-Montana sein Debüt im Europacup. Bei den Juniorenweltmeisterschaften 2016 in Sotschi wurde er 26. im Super-G und 32. in der Abfahrt. In der Saison 2016/17 startete er in mehreren Rennen des Far East Cups und gewann in Walong zwei Riesenslaloms.
Nach mehreren Jahren im C-Kader von Swiss-Ski und ausbleibenden Erfolgen im Europacup entschied sich Gut 2018 für einen Nationenwechsel. Seit der Saison 2018/19 startet er für den Liechtensteinischen Skiverband. Nach einem 12. Platz im Europacup-Super-G von Zauchensee nahm er an den Weltmeisterschaft 2019 in Åre teil, wo er sowohl im Super-G als auch im Riesenslalom ausschied. Am 27. November 2020 gab er im Parallelriesenslalom von Zürs sein Weltcup-Debüt und belegte Rang 39.
Am 3. Mai 2023 gab Gut seinen Rücktritt vom Leistungssport bekannt.

## Erfolge

### Far East Cup
- Saison 2016/17: 9. Gesamtwertung, 2. Riesenslalomwertung
- 3 Podestplätze, davon 2 Siege:

| Datum             | Ort                | Land  | Disziplin    |
| ----------------- | ------------------ | ----- | ------------ |
| 13. Dezember 2016 | Wanlong Ski Resort | China | Riesenslalom |
| 14. Dezember 2016 | Wanlong Ski Resort | China | Riesenslalom |

### Juniorenweltmeisterschaften
- Sotschi 2016: 26. Super-G, 32. Abfahrt

### Weitere Erfolge
- Liechtensteinischer Meister im Riesenslalom 2019
- 1 Podestplatz im Australia New Zealand Cup
- 4 Siege in FIS-Rennen